# Kościerzyna (district)
Kościerzyna (powiat kościerski) is een district (powiat) in de Poolse woiwodschap Pommeren. Het district heeft een oppervlakte van 1165,85 km² en telt 71.394 inwoners (2014).

## Gemeenten
Het district omvat acht gemeenten:
Stadsgemeenten:
- Kościerzyna (Berent)

Landgemeenten:
- Dziemiany (Dzimianen)
- Karsin (Karßin)
- Kościerzyna (Berent)
- Liniewo (Lienfelde)
- Lipusz (Lippusch)
- Nowa Karczma (Neukrug)
- Stara Kiszewa (Kischau)

Stadsdistricten:
Gdańsk · Gdynia · Słupsk · Sopot

Districten:
Bytów · Chojnice · Człuchów · Gdańsk · Kartuzy · Kościerzyna · Kwidzyn · Lębork · Malbork · Nowy Dwór Gdański · Puck · Słupsk · Starogard · Sztum · Tczew · Wejherowo

Grootste steden:
Chojnice · Gdańsk · Gdynia · Kwidzyn · Lębork · Malbork · Rumia · Słupsk · Sopot · Starogard Gdański · Tczew · Wejherowo